# Вітольдув (Кутновський повіт)
Вітольдув (пол. Witoldów) — село в Польщі, у гміні Ланента Кутновського повіту Лодзинського воєводства.
Населення — 161 особа (2011).
У 1975-1998 роках село належало до Плоцького воєводства.

## Демографія
Демографічна структура станом на 31 березня 2011 року:
|          | Загалом | Допрацездатний вік | Працездатний вік | Постпрацездатний вік |
| -------- | ------- | ------------------ | ---------------- | -------------------- |
| Чоловіки | 84      | 12                 | 64               | 8                    |
| Жінки    | 77      | 13                 | 44               | 20                   |
| Разом    | 161     | 25                 | 108              | 28                   |